# Пражмув (гміна)
Гміна Пражмув (пол. Gmina Prażmów) — сільська гміна у центральній Польщі. Належить до Пясечинського повіту Мазовецького воєводства.
Станом на 31 грудня 2011 у гміні проживало 9758 осіб.

## Площа
Згідно з даними за 2007 рік площа гміни становила 86.11 км², у тому числі:
- орні землі: 68.00%
- ліси: 21.00%

Таким чином, площа гміни становить 16.99% площі повіту.

## Населення
Станом на 31 грудня 2011:
| Опис     | Загалом | Загалом | Чоловіки | Чоловіки | Жінки | Жінки |
| -------- | ------- | ------- | -------- | -------- | ----- | ----- |
| одиниця  | осіб    | %       | осіб     | %        | осіб  | %     |
| все      | 9758    | 100     | 4746     | 48.64    | 5012  | 51.36 |
| міське   | 0       | 100     | 0        |          | 0     |       |
| сільське | 9758    | 100     | 4746     | 48.64    | 5012  | 51.36 |

## Сусідні гміни
Гміна Пражмув межує з такими гмінами: Ґруєць, Ґура-Кальварія, П'ясечно, Тарчин, Хинув.